# Песепало
Песепало (фин. Pesäpallo, дословно „гнездо-лопта”), познат и као фински бејзбол, је национални спорт Финске. Песапало се игра са палицом и сличан је бејзболу.
Песепало је комбинација традиционалних тимских игара ударањем лоптом и бејзбола, који је изумео Лаури Пихкала. Прва утакмица је одиграна 14. новембра 1920. у Хелсинкију. Био је и демонстрациони спорт на Летњим олимпијским играма 1952. одржаним управо у Финској.